# Körperliche Leistungsfähigkeit

Belastungs-Beanspruchungs-Modell

Die körperliche Leistungsfähigkeit (auch physische Leistungsfähigkeit, Kondition, Leistungsvermögen, Leistungskapazität oder Leistungspotenzial) ist ein Begriff aus der Sportwissenschaft und bezeichnet die Fähigkeit des Menschen, eine bestimmte Aufgabe in der höchsten erreichbaren Belastungsstufe zu erfüllen. Sie ist vom Leistungsvermögen und der Leistungsbereitschaft abhängig, wird durch Lernen erworben und im Training verbessert. Eine erhöhte Leistungsfähigkeit resultiert aus Anpassungen des Organismus.
Die Begriffe Kondition und Ausdauer werden in der Umgangssprache oft synonym verwendet, bezeichnen in der Sportwissenschaft aber verschiedene Eigenschaften. Im Allgemeinen ist die körperliche Leistungsfähigkeit ein Teil der Fitness eines Menschen.

## Strukturierung
Die körperliche Leistungsfähigkeit lässt sich zum einen qualitativ nach den motorischen Hauptbeanspruchungsformen Koordination, Beweglichkeit, Kraft, Schnelligkeit und Ausdauer, zum anderen quantitativ nach den Belastungsnormativen Intensität, Dauer und Häufigkeit einteilen. Je nach Art der sportlichen Bewegung werden die Beanspruchungsformen einzeln oder in Kombination zu leistungslimitierenden Größen. Daher ist eine Vielzahl unterschiedlicher körperlicher Leistungsfähigkeiten möglich.

## Beeinflussende Faktoren

Die aktuelle Leistungsfähigkeit wird von physischen, psychischen, sozialen sowie externen Faktoren bestimmt:
- Kondition (Kraft, Schnelligkeit, Ausdauer, Beweglichkeit)
- Technik (koordinative Fähigkeiten, Bewegungsfertigkeiten)
- psychische Fähigkeiten (mentale Fitness)
- veranlagungsbedingte, konstitutionelle und gesundheitliche Faktoren (Begabung, Konstitution, Gesundheit, Alter, Geschlecht, Ernährung)
- taktisch-kognitive Fähigkeiten (Intelligenz, Technik & Taktik)
- soziale Fähigkeiten
- Umweltfaktoren, Rahmenbedingungen und familiäre Faktoren

### Ausdauer
Im Ausdauersport ist die Leistungsfähigkeit speziell abhängig von den internen Faktoren Lungenperfusion, Lungenventilation, Perfusions-Ventilations-Verhältnis, Diffusionskapazität der Lunge, Herzkraft, Herzarbeit, Herzleistung, Herzzeitvolumen, Sauerstofftransportkapazität des Blutes, peripherer Widerstand, periphere Sauerstoffverwertung und Muskelfaserzusammensetzung sowie von den externen Faktoren Belastungsmodus, Größe der eingesetzten Muskelmasse, Körperposition, Sauerstoffpartialdruck und Klima.

### Geschlechtsspezifische Leistungsvorgaben
In bestimmten Bereichen wie Militär- und Polizeidienst werden Sporttests für Frauen angepasst, indem man einen Geschlechtszuschlag hinzuzieht, um die Leistungsergebnisse mit denen der Männer vergleichen zu können.

## Messung der körperlichen Leistungsfähigkeit
Es ist nicht möglich, ein einzelnes einheitliches Maß für die Leistungsfähigkeit des Menschen aufzustellen. Stattdessen wird die Leistungsfähigkeit für jede Disziplin beziehungsweise jeden Bewegungsablauf im Sport einzeln definiert. Die körperliche Leistungsfähigkeit kann mit der physikalischen Leistung übereinstimmen, ist jedoch nicht auf diese Definition beschränkt, wie zum Beispiel bei isometrischen Bewegungen.
→ Siehe Leistungsdiagnostik